# Relaciones Grecia-Uruguay
Las relaciones Grecia-Uruguay son las relaciones exteriores entre la República Helénica y la República Oriental del Uruguay. Ambas naciones son miembros de las Naciones Unidas.

## Historia

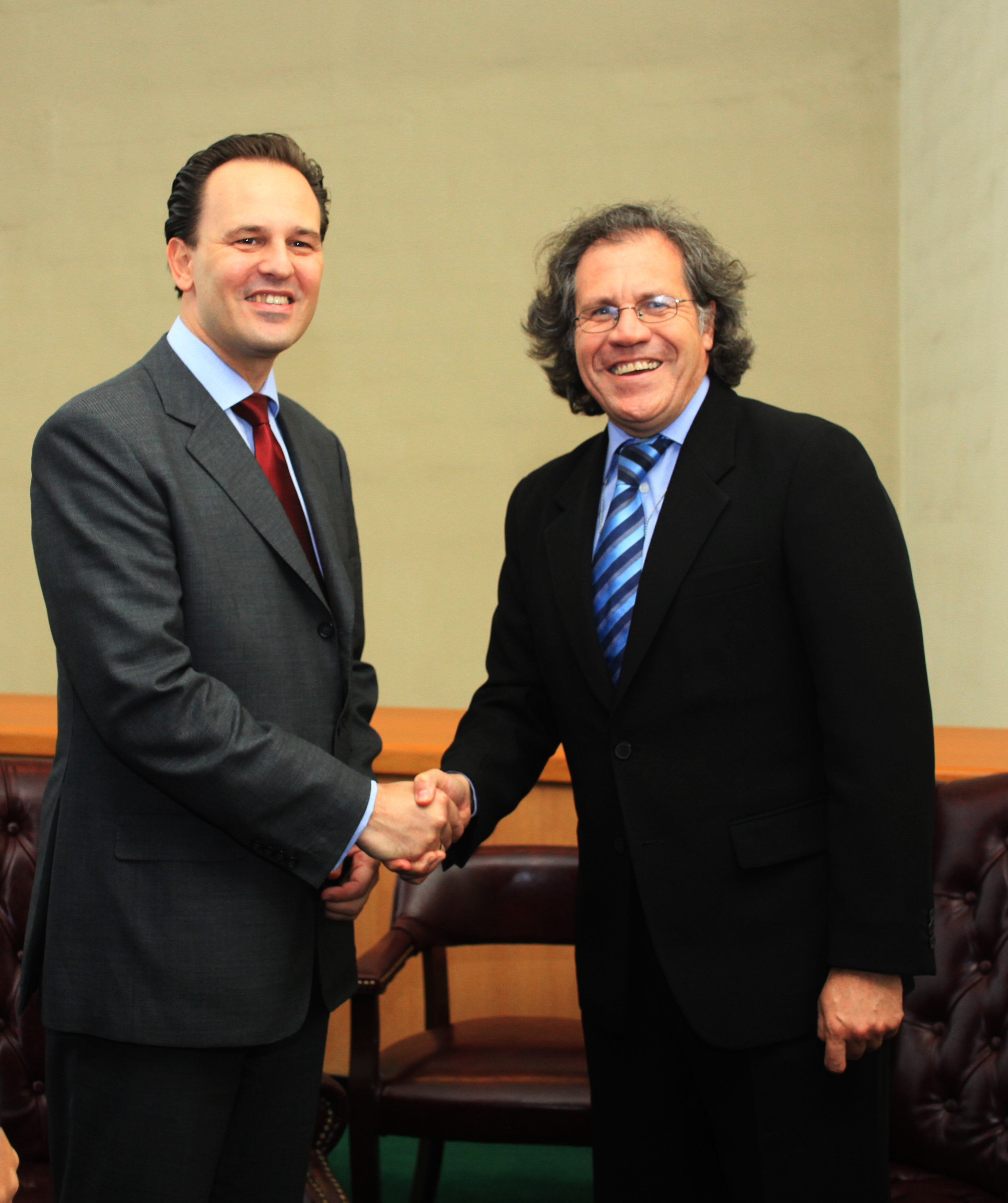
Reunión entre los ministros de Relaciones Exteriores de Grecia Dimitrios Droutsas y de Uruguay Luis Almagro, en la ciudad de Nueva York, 2010.

Uruguay fue uno de los primeros países en reconocer el estado griego recién establecido después de la guerra de Independencia de Grecia del Imperio otomano en 1821. En 1872, Grecia y Uruguay establecieron consulados honorarios en los respectivos países. En 1916, la La Colectividad Helénica de Montevideo se estableció en Montevideo como un centro cultural para la comunidad griega en Uruguay.
En la década de 1920, llegó al país la primera gran ola de inmigrantes griegos. Las relaciones diplomáticas entre Grecia y Uruguay se establecieron oficialmente el 19 de abril de 2020. En las décadas de 1950 y 1960, después de la guerra civil griega, Uruguay recibió una segunda ola de inmigrantes griegos al país. En marzo de 1978, se estableció en Montevideo la Fundación Maria Tsakos para enseñar la cultura y la lengua helénica antigua y moderna.
En abril de 2024, la presidente Katerína Sakellaropoúlou realizó una visita oficial a Uruguay. Mantuvo reuniones con el presidente Luis Lacalle Pou, con quién firmó un memorándum de entendimiento sobre fortalecimiento de la cooperación bilateral en asuntos marítimos, y con la vicepresidenta Beatriz Argimón en su visita al Palacio Legislativo.

## Acuerdos bilaterales
Ambas naciones han firmado algunos acuerdos bilaterales:
- Acuerdo de Cooperación Cultural (1967)
- Acuerdo sobre Seguridad Social (1994).[6]
- Acuerdo sobre Supresión Recíproca de Visas para Portadores de Pasaportes Diplomáticos y de Servicio (1994).[2]
- Acuerdo de Cooperación en Asuntos Marítimos (2024).[7]

## Comercio
Las principales exportaciones de Grecia a Uruguay incluyen: galletas Papadopoulos, aceite de oliva y tabaco. Las principales exportaciones de Uruguay a Grecia incluyen: soja, cítricos (principalmente limones) y pescado. La naviera griega, Tsakos Energy Navigation, es un importante inversionista en Uruguay con más de US$250 millones invertidos en el país.

## Misiones diplomáticas residentes
- Grecia tiene una embajada en Montevideo.[8]
- Uruguay tiene una embajada en Atenas.